# Ruschiella lunulata
Ruschiella lunulata är en isörtsväxtart som först beskrevs av Alwin Berger, och fick sitt nu gällande namn av Klak. Ruschiella lunulata ingår i släktet Ruschiella och familjen isörtsväxter. Inga underarter finns listade i Catalogue of Life.